# Яновский, Михаил Иосифович
Михаи́л Ио́сифович Яно́вский (27 мая (8 июня) 1888, Новгород — 14 июля 1949, Ленинград) — инженер-конструктор судовых турбин, профессор (1935), член-корреспондент АН СССР (1943), инженер-контр-адмирал (1944), Лауреат Сталинской премии (1949).

## Биография
Родился в Новгороде в 1888, внук представителя Новгородского белого духовенства настоятеля Софийского Собора Василия Орнатского. Двоюродный брат Михаила Николаевича Кузминского, дипломатa Российской империи.
В 1909 году окончил Морское инженерное училище, затем до 1914 года служил на кораблях Балтийского флота. В 1910 году — подпоручик; 6 декабря 1913 произведён в инженер-механики лейтенанты. В 1915—1917 годах — в Главном управлении кораблестроения. С 1917 года — механик эсминца «Инженер-механик Дмитриев». В 1918—1919 годах работал в Ликвидационном совете Морского ведомства, а в 1920 году — в Главном Морском техническом управлении.
В 1924 году, после окончания Военно-морской академии, назначен старшим механиком эсминцев «Гарибальди» и «Энгельс». С 1924 по 1927 год исполнял должность помощника флагманского механика штаба морских сил Балтийского моря.
С 1927 год и до конца жизни преподавал в Военно-морской академии: преподаватель; с 1934 года — старший преподаватель кафедры пиковых механизмов; с 1938 года — начальник кафедры паровых турбин факультета военного кораблестроения. Профессор (с 1935 года).
Соч.: Морские паровые турбины, Л., 1925; Теория и тепловые расчеты морских паровых турбин, М.-Л., 1941; Судовые конденсационные установки, М.1943; Конструирование и расчет на прочность деталей паровых турбин, 1947. Лит.: Труды Всесоюзного научного инженерно-технич. общества судостроителей, ВНИТОСС. т. 6, вып. 1, М.-Л., 1953.
Основные труды — по теории и конструированию паровых и газовых турбин, в особенности морских. Разработал единый метод расчёта быстровращающихся дисков, лопастных колёс и других деталей турбин. Автор более 200 научных работ.

## Избранные труды
- Яновский М. И. Дополнительные статьи по теории и проектированию морских паровых турбин. — Л.: Воен.-морская акад. РККА, 1928. — 109 с. — 500 экз.
- Яновский М. И. Заводские методы расчёта реактивных турбин. — Л.: Воен.-мор. акад., 1945. — 38 с.
- Яновский М. И. К теории пароструйного воздушного насоса. — Л., 1944. — 28 с.
- Яновский М. И. Колебания турбинных дисков. — Л., 1933. — 32 с. || . — Л., 1935. — 42 с.
- Яновский М. И. Конструирование и расчёт на прочность деталей паровых турбин. — М.; Л.: изд-во АН СССР, 1947. — 647 с. — 3000 экз.
- Яновский М. И. Конструирование и расчёт паровых турбин. — Л.: Воен-мор. акад., 1931. — 451 с. — 1100 экз.
- Яновский М. И. Конструирование и расчёт судовых паровых турбин: Утв. ГУУЗом НКТП в кач. учебника для судостроит. втузов. — Л.; М.: Онти Глав. ред. судостроит. лит-ры, 1937. — 449 с. — 2000 экз.
- Яновский М. И. Морские паровые турбины: Теорет. курс и пособие для проектирования. — Л.: Ред.-изд. отд. воен.-мор. сил РККФ, 1925. — 471 с.
- Яновский М. И. Номографический расчёт упорных подшипников Michell’я. — Л., 1937. — 13 с.
- Яновский М. И. Паровые турбины. — Л.: Воен.-мор. акад., 1940. — 190 с.
- Яновский М. И. Пример расчёта паровой турбины (тепловой расчёт). — М.: Воен.-мор. акад., 1932. — 27 с.
- Яновский М. И. Примерный расчёт паровой турбины: Утв. ГУУЗом НКТП в кач. учеб. пособия для энергетич. втузов. — Л.; М.: Онти Глав. ред. энергетич. лит-ры, 1935. — 274 с. — 4000 экз.
- Яновский М. И. Расчёт валопроводов турбинных кораблей. — Л.: Воен.-мор. акад., 1945. — 91 с.
- Яновский М. И. Расчёт дисков с боковой и радиальной нагрузкой. — Л., 1937. — 33 с.
- Яновский М. И. Расчёт турбинных дисков. — Л.: Ред.-изд. отд. Морск. ведомства, 1925. — 27 с. || . — 2-е изд., доп. — Л.: изд-во Сев.-Зап. промбюро ВСНХ, 1926. — 48 с.
- Яновский М. И. Современные достижения в турбиностроении. — Л.: изд-во Сев.-Зап. промбюро ВСНХ, 1926. — 160 с.
- Яновский М. И. Сравнение различных методов расчёта дисков на колебания. — Л., 1942. — 50 с.
- Яновский М. И. Судовые конденсационные установки. — М.: Военмориздат, 1943. — 296 с.
- Яновский М. И. Судовые конденсационные установки: Утв. ГУУЗом НКТП в кач. учебника для кораблестроит. втузов. — Л.; М.: Онти Глав. ред. строит. лит-ры, 1935. — 243 с. — 3000 экз.
- Яновский М. И. Теория и тепловые расчёты морских паровых турбин. — Л.; М.: Отд. изд-ва Наркомата обороны СССР, 1935. — 321 с. — 2000 экз. || . — М.; Л.: Военмориздат, 1941. — 348 с.
- Яновский М. И. Теория смазки и подшипники системы Митчеля. — 1923. — 230 с.
- Яновский М. И. Тепловые расчёты паровых турбин по методу Джии. — Л.: Воен.-мор. акад., 1947. — 60 с.
- Яновский М. И. Универсальный метод расчёта быстровращающихся дисков. — Л., 1941. — 152 с.
- Яновский М. И. Упрощённый метод определения тепловых напряжений в турбинном диске. — Л., 1941. — 9 с.
- Яновский М. И. Циклы газовых турбин. — Л., 1950. — 246 с.
- Яновский М. И., Каула Р. Д. Конденсационные установки: Принципы и детали устройства современных паровых конденсационных установок. — М., 1929. || . — 2-е изд. — Л., 1930.

## Награды
Российской империи:
- Орден Святой Анны 3 степени
- Орден святого Станислава 3 степени

Советского Союза:
- Орден Ленина (21.02.1945)
- Два ордена Красного Знамени (03.11.1944; …)
- Орден Отечественной войны 2 степени (10.06.1945)
- Орден Трудового Красного Знамени (31.03.1944)
- медали[3]
- Сталинская премия второй степени (1949)

## Память
На здании, где учился М. И. Яновский, установлена мемориальная доска.